# Лаге (Липе)
Лаге (њем. Lage) град је у њемачкој савезној држави Северна Рајна-Вестфалија. Једно је од 16 општинских средишта округа Липе. Према процјени из 2010. у граду је живјело 35.502 становника. Посједује регионалну шифру (AGS) 5766040, NUTS (DEA45) и LOCODE (DE LGE) код.

## Географски и демографски подаци
Лаге се налази у савезној држави Северна Рајна-Вестфалија у округу Липе. Град се налази на надморској висини од 103 метра. Површина општине износи 76,1 km². У самом граду је, према процјени из 2010. године, живјело 35.502 становника. Просјечна густина становништва износи 467 становника/km².

## Међународна сарадња
| Мјесто                | Држава               | Врста сарадње | Од    |
| --------------------- | -------------------- | ------------- | ----- |
| Хоршам                | Уједињено Краљевство | партнерство   | 1985. |
| Санкт Јохан им Понгау | Аустрија             | партнерство   | 1977. |
| Извор                 |                      |               |       |